# David Paul (Schauspieler)
David Paul (* 8. März 1957 in Hartford, Connecticut; † 6. März 2020 in den USA) war ein US-amerikanischer Schauspieler.

## Leben
David Paul war der Zwillingsbruder des Bodybuilders Peter Paul. Seine erste Filmrolle hatte Paul 1983 in Die Chaotenclique. Er und sein Zwillingsbruder traten unter den Pseudonymen David Barbarian und Peter Barbarian in Nebenrollen auf. Ein Jahr später waren die Zwillingsbrüder in einer Episode der Fernsehserie Knight Rider und in dem Spielfilm Flamingo Kid als The Barbarian Brothers zu sehen. 1987 folgte für die beiden die Hauptrolle im Spielfilm Die Barbaren. Es folgten in den nächsten Jahren weitere Besetzungen in Haupt- oder Nebenbesetzungen in verschiedenen Filmproduktionen. Ihre Szenen im Spielfilm Natural Born Killers von 1994 wurden aus der endgültigen Filmfassung allerdings herausgeschnitten. Seine letzte Filmrolle hatte er 2005 in Souled Out. In jedem seiner Filme spielte er mit seinem Zwillingsbruder.
Ab 2001 trat er als Fotograf für Fitnessmagazine in Erscheinung.
Paul starb am 6. März 2020, zwei Tage vor seinem 63. Geburtstag.

## Filmografie
- 1983: Die Chaotenclique (D.C. Cab)
- 1984: Knight Rider (Fernsehserie, Episode 3x01)
- 1984: Flamingo Kid (The Flamingo Kid)
- 1987: Die Barbaren (The Barbarians)
- 1989: Road Riders – Das Absturzkommando (The Road Raiders) (Fernsehfilm)
- 1989: Ghost Writer
- 1990: Highway Chaoten (Think Big)
- 1992: Double Trouble – Warte, bis mein Bruder kommt (Double Trouble)
- 1994: Twin Sitters
- 2005: Souled Out